# Alonsoa
Alonsoa é um género botânico composto por 12 espécies, pertencente à família Scrophulariaceae. É composto por espécies quer herbáceas quer arbustivas. O género é nativo da América Central e América do Sul (parte ocidental), desde o México até ao Peru e Chile.

## Espécies
Espécies seleccionadas
- Alonsoa acutifolia Ruiz & Pav.
- Alonsoa albiflora
- Alonsoa incisifolia Ruiz & Pav.
- Alonsoa linearis
- Alonsoa mathewsii Benth. in DC.
- Alonsoa meridionalis (L. f.) Kuntze
- Alonsoa warscewiczii Reg.